# Fúria Divina
Fúria Divina  é o título do sétimo romance do jornalista e escritor português José Rodrigues dos Santos, lançado em 2009 pela Gradiva.
O protagonista, professor Tomás Noronha, é o mesmo de "O Codex 632", "A Fórmula de Deus" e "O Sétimo Selo".

## Enredo
Fúria Divina trata da possibilidade de um ataque nuclear por terroristas islâmicos. Tomás Noronha é mais uma vez chamado pela CIA para os ajudar na descodificação de uma mensagem interceptada por esta agência e que pode ser uma ordem da Al-Qaeda para um dos seus operacionais, para desencadear o atentado no Ocidente, com a possibilidade do epicentro ser em Lisboa.